# BNG Bank Literatuurprijs
De BNG Bank Literatuurprijs  is een literaire prijs van het Cultuurfonds BNG die jaarlijks wordt uitgereikt aan auteurs onder de veertig die minimaal twee literaire prozawerken uitgegeven hebben.
De prijs ontstond in 2005 onder de naam Dif/BNG Aanmoedigingsprijs als oeuvreprijs ingesteld door bookazine Dif en Literair Agentschap Sebes & Van Gelderen. Vanaf 2006 werd de prijs voortgezet als BNG Nieuwe Literatuurprijs. Vanaf 2012 wordt de huidige naam gebruikt. De prijs omvat een geldbedrag van 15.000 euro en een kunstwerk van Theo van Eldik.

## Laureaten
- 2005: Esther Gerritsen voor haar gehele oeuvre
- 2006: Yves Petry voor zijn gehele oeuvre
- 2007: Sanneke van Hassel voor Witte veder
- 2008: Rachida Lamrabet voor Een kind van God
- 2009: Carolina Trujillo Píriz voor De terugkeer van Lupe Garcia
- 2010: Gustaaf Peek voor Ik was Amerika
- 2011: Jan van Mersbergen voor Naar de overkant van de nacht
- 2012: Christiaan Weijts voor Euforie
- 2013: Wytske Versteeg voor Boy
- 2014: Maartje Wortel voor IJstijd
- 2015: Jamal Ouariachi voor Een honger
- 2016: Hanna Bervoets voor Ivanov
- 2017: Marjolijn van Heemstra voor En we noemen hem
- 2018: Nina Polak voor Gebrek is een groot woord
- 2019: Willemijn van Dijk voor Het wit en het purper
- 2020: Merijn de Boer voor De Saamhorigheidsgroep
- 2021: Carmien Michels voor Vaders die rouwen
- 2022: Tom Hofland voor De menseneter
- 2023: Daan Heerma van Voss voor Geen vaarwel vandaag
- 2024: Leonieke Baerwaldt voor Dagen als vreemde symptomen[1]